# ديك أبلغيت
ديك أبلغيت (بالإنجليزية: Dick Applegate)‏ هو قائد عسكري بريطاني، ولد في 20 مارس 1955.